# Глинянка (Волынская область)
Глинянка (укр. Глинянка) — село в Вишневской сельской общине Ковельского района Волынской области Украины.
До 2020 года входило в Любомльский район.
Код КОАТУУ — 0723383302. Население по переписи 2001 года составляет 227 человек. Почтовый индекс — 44356. Телефонный код — 3377. Занимает площадь 1,06 км².